# 용산뉴타운
용산뉴타운(Yongsan Newtown)은 서울특별시 용산구 한강로동에 건설회사들이 조성한 뉴타운 사업이다.

## 역사
2000년대에도 용산뉴타운을 추진한 적이 있다. 2011년 용산뉴타운사업 세미나를 가졌다. 용산뉴타운 등 주민 목소리 청취다. 2014년 드디어 본격적으로 개발이 시작되었고 2016년 용산4구역 착공이 시작되었다. 2017년 용산뉴타운 부분 용산 푸르지오 써밋, 래미안 용산이 준공되었다. 2020년 용산4구역에 위치한 용산 센트럴파크 해링턴 스퀘어가 준공될 예정이다.

## 구역 목록
용산뉴타운의 구역 목록은 용산역 전면 기준이다.

### 용산1구역
용산1구역은 재개발할 예정이다.

### 용산2구역
용산2구역에는 용산 푸르지오 써밋이 있다.

### 용산3구역
용산3구역에는 래미안 용산 더 센트럴이 있다.

### 용산4구역
용산4구역에는 용산4구역이 있다.

### 용산5구역
용산5구역은 국제빌딩5구역이다. 39층짜리 용산 호반 써밋플레이스가 들어설 예정이다. 1~3층 판매시설과 4~8층 업무시설, 9~39층 오피스텔 및 공동주택으로 구성된다.

## 건물 목록
본 건물 목록은 용산뉴타운에 위치한 완공된 건물들과 공사중인 건물들이다.

### 완공
- 용산 푸르지오 써밋
- 래미안 용산
- LS용산타워
- 용산 아모레퍼시픽
- 센트레빌 아스테리움 용산
- 용산시티파크
- 용산파크타워
- 용산파크자이
- 대우월드마크 용산
- 한강트럼프월드3차
- 용산 벽산메가트리움
- 한강로 쌍용 스윗닷홈
- LG유플러스 용산 사옥
- KY빌딩

### 공사중
- LSK플러스 용산 오피스
- 용산 센트럴파크 해링턴 스퀘어

## 같이 보기
- 용산4구역
- 한남뉴타운